# Inesa Visgaudaitė
Inesa Visgaudaitė (Klaipėda, 28 maggio 1991) è un'ex cestista lituana.

## Carriera
Con la Lituania ha disputato due edizioni dei Campionati europei (2013, 2015).